# Народна інструментальна музика

## Жанри народної інструментальної музики
Жанрові угрупування української традиційної інструментальної музики Ігоря Мацієвського — Один із варіантів класифікації інструментальної музики.
Методичні основи систематизації І. Мацієвського є положення Є. Гіппіуса про жанр як реалізацію функції в структурі. Автор враховує також особливості музичного інструменту — його строю, акустико-виразових можливостей, способу виготовлення та сфери застосування. Традиційна українська інструментальна музика за цією концепції охоплює 5 основних жанрових сфер.
1. Звукотворення при спілкуванні людини з природою. Сюди відносяться кличні звукові комплекси мисливців (імітація звуків птахів чи тварин задля їх заманювання: наприклад, спів самця, щоби заманути самку), а також сигнальні (спрямовані й охоронні) звукотворення пастушого господарства.
2. Сфера дитячої звукової творчості. Сюди входять музика, що виконується дітьми (вільні ігрові жанри, ранній навчальний репертуар, обрядові жанри) та музика, що виконується для дітей (казки й бувальщини з інструментальними епізодами, програмні звукозображальні картинки).
3. Музична комунікація між людьми в процесі праці й обряду. Це різного роду сигнали: трудові та обрядові сигнали знаки (наприклад, сигнал-проголошення фази трудового дня, як заклик до дії (наприклад, сигнал на схід сонця та до вигоду худоби зі стайні), проголошення найважливіших
етапів обряду чи ритуалу; магічне та загальне музикування.
4. Музика до ритуальних дійств. Це супровід ритуального руху (наприклад, ходи колядників, весільних і похоронних процесій, виходу пастухів на полонину), а також супровід ритуальних пісень, танків та ігор. Музика цієї сфери мала культово-магічне спрямування.
5.Міфологізована та вільна інструментальна музика для себе та для слухання. Охоплює вокально-інструментальну, похідну і танцювальну музику, а також вільні композиції та програму музику. Остання може бути як із програмою ідеєю (наприклад, п'єса «Як Довбуш ходив по дрова»), так і з детальною програмністю (наприклад, спочатку виголошується легенда або бувальщина, а потім виконується музика, або ж музичні фрагменти вставляються безпосередньо у розповідь виконавця). Та найчисельнніша група у цій жанровій сфері — танці.
Фундаментальна сфера прирочених жанрів. Музика, що звучить під час праці, обряду чи розваг, але не є повною мірою трудовою чи обрядовою, а функційно являє собою приурочену лірику. Наприклад, весільна полька — виконується виключно на весіллі, але сам танець полька не є суто весільний.